# Wilhelm Meyer-Förster
Wilhelm Meyer-Förster, o Samar Gregorow (Hannover, 12 giugno 1862 – Heringsdorf, 17 marzo 1934), è stato uno scrittore e commediografo tedesco.

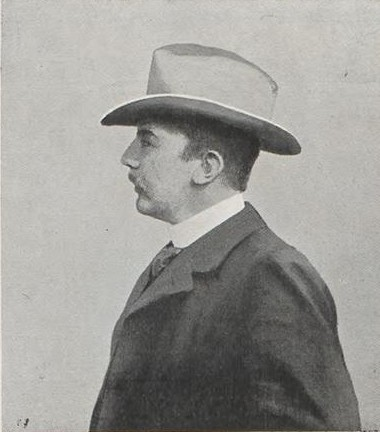
Wilhelm Meyer-Förster

Il suo racconto Karl Heinrich pubblicato nel 1898, che si ispirava a una poesia di Joseph Victor von Scheffels, gli diede lo spunto per Alt-Heidelberg, una commedia di grande successo che venne in seguito adattata numerose volte per lo schermo.

## Filmografia
- Old Heidelberg (1909)
- Old Heidelberg, regia di John Emerson (1915)
- Alt Heidelberg, regia di Hans Behrendt (1923)
- Il principe studente, regia di Ernst Lubitsch (1928)
- Sissi e il granduca (Alt-Heidelberg), regia di Ernst Marischka (1959)